# リバティ・ハイツ
『リバティ・ハイツ』（Liberty Heights）は、1999年のアメリカ映画。

## ストーリー
1950年代のメリーランド州ボルチモア。人種偏見の残る社会でユダヤ人兄弟の弟ベンは黒人の同級生シルヴィアに、兄ヴァンはユダヤ人とばれないようにパーティーに参加し、そこで出会ったデュビーに恋をする。

## キャスト
- ヴァン：エイドリアン・ブロディ
- ベン：ベン・フォスター
- リトル・メルヴィン：オーランド・ジョーンズ
- アダ：ビービー・ニューワース
- ネイト：ジョー・マンテーニャ
- シルヴィア：レベッカ・ジョンソン
- ユッセル：デヴィッド・クラムホルツ
- アラン：ケヴィン・サスマン
- メアリー：エリザベス・アン・ベネット